# Sithon
Sithon (altgriechisch Σίθων Síthōn) ist in der griechischen Mythologie ein König von Thrakien. Er residierte in Chersones und die Landschaft Sithonia soll nach ihm benannt sein.

## Leben 1
Sithon war ein Sohn des Poseidon, den er mit Ossa gezeugt hatte.
Mit der Nymphe Mendeis aus Mendes hatte Sithon  eine Tochter namens Pallene, die ob Schönheit begehrt war. Sithon wollte sie nur dem zur Gemahlin geben, der ihn im Kämpfen überwinden würde. Dadurch fanden unter andern Merops, König von Anthemusien, und Periphetes, König von Mygdonien, den Tod. Als mit zunehmendem Alter seine Kräfte nachließen sollten die Freier unter sich selbst kämpfen und der Sieger sollte Pallene und sein Königreich erhalten. Klitus und Dryas traten unter diesen Bedingungen zum Kampf an. In Benjamin Hederichs Gründliches mythologisches Lexikon von 1770 heißt es dazu weiter: „Allein, Klitus hatte der Pallene Neigung vorzüglich gewonnen; und sie war wegen des Ausganges dieses Kampfes voller Unruhe, jedoch getrauete sie sich nicht, jemanden ihr Herz zu eröffnen. Indessen forschete ihr Hofmeister Presyntes sie doch aus, und hieß sie gutes Muthes seyn. Er bestach des Dryas Stallmeister, daß er an dessen Streitwagen keine Nägel und Bolzen vorsteckete. Die Räder desselben giengen also mitten im Gefechte ab, und Dryas fiel zur Erde, wo ihn denn Klitus leicht tödtete. Als Sithon darauf hinter die ganze Sache kam, so ließ er dem Dryas einen ansehnlichen Holzstoß errichten, und verurtheilete seine Tochter, selbst mit darauf geleget zu werden. Dieses würde auch geschehen seyn, wenn nicht ein starker Regen eingefallen und Venus ihm die Nacht erschienen wäre, welche sich der Pallene annahm und die Thracier besänftigte.“
Sithus gab seine Tochter Klitus zur Frau. Dieser war nach seinem Tode sein Nachfolger als König. Seine ihm von manchen Forschern und Erzählern zugeschriebene Tochter Phyllis war mit Demophon von Athen verheiratet.

## Leben 2
Nach Pierer’s Universal-Lexikon von 1863 war Sithos der Sohn des Poseidon, König der Odomanten oder des thracischen Chersonesos oder des thracischen Distrikts Sithonia. „Er wurde durch Mendeïs oder Anchirrhoe, eine Tochter des Nil, Vater der Pallene, welche er demjenigen versprach, welcher ihn im Ringen überwinden würde. Klitos und Dryas siegten und nun sollte sie der von beiden erhalten, welcher den andern im Wettfahren besiegen würde. Pallene liebte den Klitos und veranstaltete, dass der Diener des Dryas den Wagen seines Herrn leicht zusammenfügte. Der Wagen ging auseinander und Dryas kam dabei um. Pallene und Klitos vermählten sich nun und herrschten in Thracien.“
Sithon soll durch Dionysos getötet worden sein.